# Kuivajärvi (sjö i Finland, Lappland, lat 69,05, long 27,17)
Kuivajärvi är en sjö i Finland. Den ligger i kommunen Enare i landskapet Lappland, i den norra delen av landet, 1 000 km norr om huvudstaden Helsingfors. Kuivajärvi ligger 153 meter över havet. Arean är 57,7 hektar och strandlinjen är 4,04 kilometer lång. Sjön  ingår i Pasvik älvs huvudavrinningsområde. 